# TAMA 300

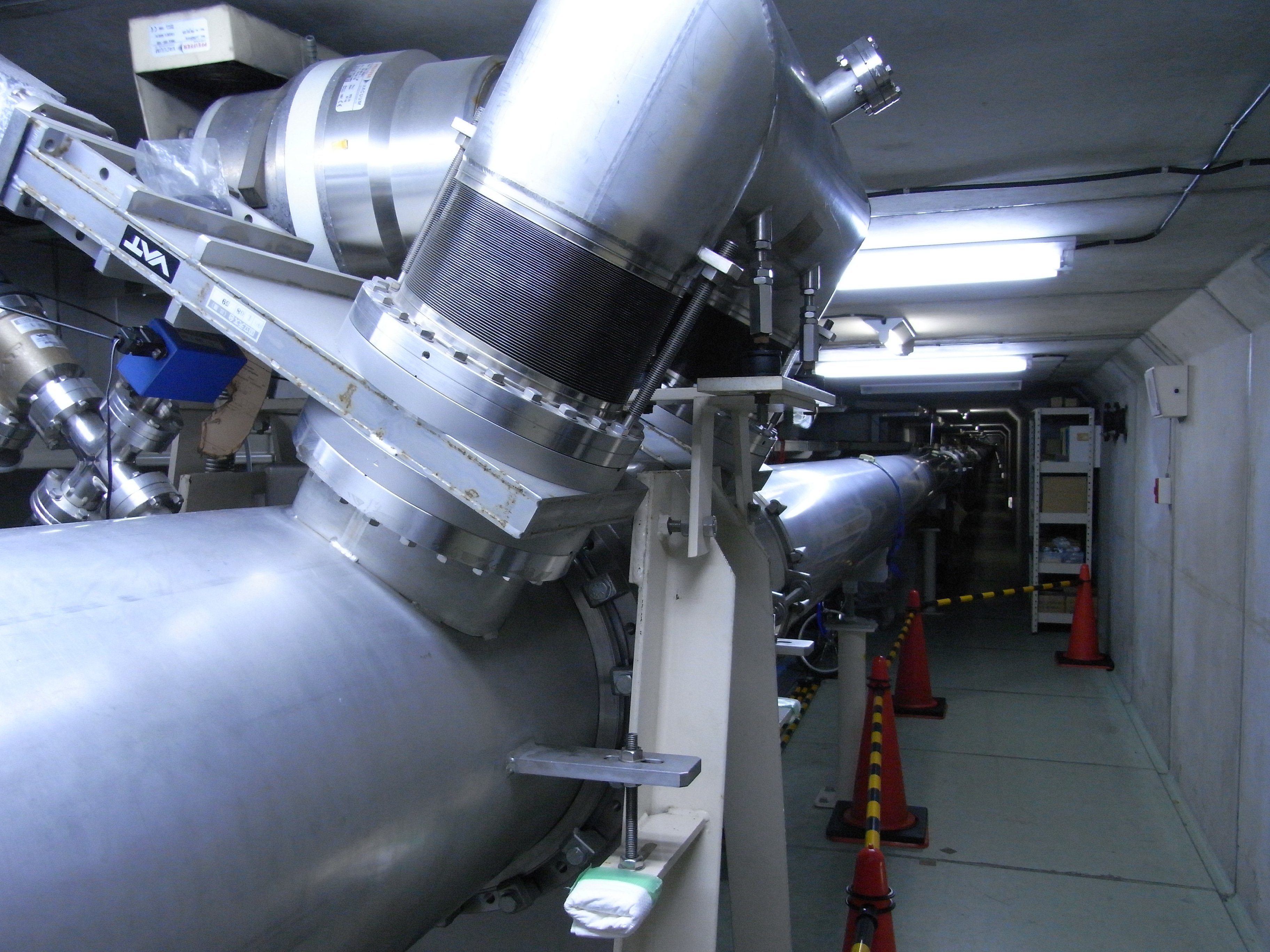
Вакуумний насос на трубі плеча інтерферометра TAMA 300

TAMA 300 — японський детектор гравітаційних хвиль, розташований у кампусі Мітака Національної астрономічної обсерваторії Японії.
Проєктом керує група вивчення гравітаційних хвиль Інституту вивчення космічних променів (ICRR) Токійського університету. ICRR засновано 1976 року, роботи над TAMA 300 почалися 1995 року, а нині триває розробка Великого кріогенного гравітаційного телескопа (англ. Large Scale Cryogenic Gravitational Wave Telescope, LCGT) наступного покоління.
TAMA 300 побудовано за тією ж схемою, що й гравітаційні антени LIGO (інтерферометр Майкельсона з резонаторами Фабрі — Перо в плечах) з додатковим вихідним дзеркалом рециркуляції сигналу. Метою проєкту є розробка і обкатка технологій, необхідних для майбутніх кілометрових інтерферометрів, а також детектування гравітаційних хвиль, що виникають у нашій Місцевій групі галактик.
Станом на 2020 рік модифікований TAMA 300 використовувався як тестовий майданчик для розробки нових технологій.